# Ce diable de garçon

Ce diable de garçon (Die Feuerzangenbowle) est une comédie allemande en noir et blanc réalisée par Helmut Weiss et sortie en 1944.

## Histoire
La base de ce film est le roman Die Feuerzangenbowle: eine Lausbüberei in der Kleinstadt par Heinrich Spoerl (1933). La première réalisation était en 1934, titre So ein Flegel. 
Produit par Terra Filmkunst, le film a été tourné dans les studios de Babelsberg. Après que le ministre nazi de l'éducation, Bernhard Rust, se soit opposé à la représentation publique, l'acteur principal, Heinz Rühmann, s'est personnellement impliqué pour que la sortie du film soit approuvée par Hermann Göring.

## Synopsis
Quatre amis berlinois d'un certain âge se retrouvent autour d'un punch flambé (Feuerzangenbowle) et parlent avec nostalgie de leurs souvenirs scolaires, notamment des tours qu'ils ont joués à leurs professeurs. Seul l'écrivain Johannes Pfeiffer ne peut comprendre cette hilarité générale ; il a toujours eu des précepteurs. Ses copains ont alors l'idée lumineuse de renvoyer Pfeiffer au lycée (Gymnasium) pour lui montrer après coup ce qu'il a manqué et lui donner une chance de se rattraper. Peu après, le lycée d'une petite ville accueille un nouvel élève de terminale qui va bientôt donner du fil à retordre au corps enseignant.

## Fiche technique
- Scénario : Heinrich Spoerl
- Musique : Werner Bochmann
- Directeur de la photographie : Ewald Daub
- Costumes : Walter Schulze-Mittendorff
- Durée : 95 minutes

## Distribution
Distribution 
- Heinz Rühmann : Johannes Pfeiffer
- Karin Himboldt : Eva Knauer
- Paul Henckels : le professeur Bömmel
- Erich Ponto : le professeur Crey
- Hilde Sessak : Marion
- Hans Leibelt :	directeur du lycée Knauer,  Zeus
- Lutz Götz :	professeur Dr. Brett
- Hans Richter :	Rosen
- Clemens Hasse : Rudi Knebel
- Hedwig Wangel : gouvernante de Crey
- Anneliese Würtz : Madame Windscheidt
- Margarete Schön : Madame Knauer (as Marg. Schön)
- Max Gülstorff :  inspecteur de l'enseignement
- Egon Vogel : maître de musique Fridolin
- Rudi Schippel : Luck
- Ewald Wenck : concierge d'école Kliemke
- Albert Florath : homme vieux
- Karl Etlinger : (Karl Ettlinger)
- Georg H. Schnell : (G. H. Schnell)